# El varón domado
El varón domado (en alemán: Der Dressierte Mann) es un libro de 1971 de la socióloga Esther Vilar. La idea principal detrás del libro es que las mujeres no son oprimidas por los hombres sino que controlan a los hombres para su ventaja.

## Sinopsis
El libro sostiene que, contrariamente a la retórica feminista común y los derechos de las mujeres, las mujeres en las culturas industrializadas no están oprimidas, sino que explotan un sistema bien establecido de manipulación de los hombres.
Vilar escribe que «Los hombres han sido entrenados y condicionados por mujeres, no muy diferente de la forma en que Pávlov condicionó a sus perros para que se convirtieran en sus esclavos. Como compensación por su trabajo, a los hombres se les da el uso intermitente de la vagina de una mujer». El libro sostiene que se alienta a los niños pequeños a asociar su masculinidad con su capacidad de tener relaciones sexuales con una mujer, y que una mujer puede controlar a un hombre al empoderarse socialmente para ser el guardián de su sentido de masculinidad. Vilar afirma que esto ha estado sucediendo por algún tiempo.
La autora dice que las definiciones y normas sociales, como la idea de que las mujeres son débiles, son construidas por las mujeres teniendo en cuenta sus necesidades. Vilar explica cómo funciona: si las mujeres son vistas como débiles, se espera menos de ellas; y por lo tanto se les da más margen de maniobra en la sociedad que los hombres. Vilar afirma que las mujeres son generalmente "buscadores de oro" que intentan extraer dinero y otros recursos materiales de los hombres. Un medio por el cual las mujeres controlan a los hombres para efectuar esta transferencia de recursos es el elogio. Las mujeres elogian a los hombres solo cuando sus necesidades se satisfacen de alguna manera.
Otro medio de manipulación es el uso calculado de exhibiciones emocionales. Vilar afirma que las mujeres pueden controlar sus reacciones emocionales mientras que los hombres no, y que las mujeres crean reacciones emocionales excesivamente dramatizadas para salirse con la suya: "chantajean" a los hombres emocionalmente. Las mujeres también usan el sexo como una herramienta de manipulación y control, pero también los conceptos tradicionales de amor y romance, que se ven más positivamente que el sexo, para controlar la vida sexual de los hombres. Vilar escribe que los hombres no obtienen nada del matrimonio y que las mujeres los obligan a hacerlo bajo el pretexto de que cumple sus deseos románticos.
El libro cierra con Vilar afirmando que sería difícil cambiar la situación apelando a las mujeres, ya que las mujeres no simpatizan con la difícil situación de los hombres y no están dispuestas a renunciar a su cómoda posición en la sociedad. Depende de los hombres ver más allá del engaño y el chantaje emocional y someterlo a críticas abiertas antes de que ocurran cambios significativos.

## Recepción crítica
El varón domado obtuvo gran popularidad en el momento de su lanzamiento, en parte debido a la considerable cobertura de prensa que recibió.
Vilar apareció en «Tonight Show» el 21 de febrero de 1973 para hablar sobre su libro. En 1975 fue invitada a un debate televisado por WDR con Alice Schwarzer, quien fue considerada como la principal representante del movimiento de mujeres en Alemania en ese momento. El debate provocó controversia, en particular por su alto grado de agresividad. En un momento, por ejemplo, Schwarzer afirmó que Vilar era «no solo sexista, sino fascista», y comparó su libro con el periódico nazi Der Stürmer.
Vilar declaró que recibió amenazas de muerte por el libro: «Así que no había imaginado lo suficiente el aislamiento en el que me encontraría después de escribir este libro. Tampoco había previsto las consecuencias que tendría para la escritura posterior e incluso para la privacidad de mi vida: las amenazas violentas no han cesado hasta la fecha».

## Ventas
Según una investigación del Spanish Book Institute, la versión traducida al español (bajo el título El Varón Domado) fue el tercer libro más popular vendido en España en 1975.